# Llanberis
Llanberis [ɬanˈbɛrɪs] ist eine Ortschaft in Gwynedd, Wales. Der Ort liegt unmittelbar nordwestlich des Snowdon am Ufer des Sees Llyn Padarn. Bei der Volkszählung im März 2011 hatte er 2026 Einwohner.
Llanberis war über Jahrhunderte – so beschrieb ihn noch 1693 ein Durchreisender – ein kleiner, ärmlicher, nur mühsam zu erreichender Weiler. Der heutige Ort entstand als Siedlung für die Arbeiter in den umliegenden Schieferbrüchen. Ein Museum in Llanberis, das National Slate Museum auf dem ehemaligen Gelände des Dinorwic-Steinbruchs, erinnert heute daran.
Seit dem Niedergang der walisischen Schieferindustrie lebt die Ortschaft hauptsächlich vom Tourismus. Eine große Anzahl von Touristen kommt in den Ort, um von hier aus entweder mit der Zahnradbahn auf den Snowdon zu fahren oder zu Fuß hochzuwandern. Eine weitere Schmalspurbahn ist die Llanberis Lake Railway, welche auf etwa vier Kilometern Strecke am Ufer des Llyn Padarn verkehrt.
Beschäftigung finden Bewohner der Ortschaft auch in dem großen örtlichen Pumpspeicherkraftwerk Dinorwig.